# Словения на «Евровидении-1997»
Словения приняла участие на конкурсе Евровидение-1997, проходившем 3 мая в театре Пойнт в Дублине, Ирландия. Страну представляла певица Таня Рибич с фолк-балладой Zbudi se. По итогам голосования Рибич заняла 10-е место, набрав 60 очков. Данный результат позволил Словении принять участие в конкурсе Евровидение-1998, а композиция Zbudi se стала, таким образом, предшественницей словенской заявки 1998 года Naj bogovi slišijo в исполнении Вили Ресника. Конкурс 1997 года был показан на канале РТВ Словении СЛО-1. Глашатаем, объявлявшем очки словенского жюри была Мойка Мавец.

## До «Евровидения»
РТВ Словения, как и годом ранее, организовала национальный финал для выбора артиста и песни под названием Evrovizijska Melodija (EMA). Это был второй национальный отбор, проходивший под таким названием. Незадолго до его организации телекомпания пригласила популярных словенских композиторов, которые должны были написать конкурсные работы и выбрать исполнителя для их представления. Композиторами, попавшими в список создателей заявок для Evrovizijska Melodija, были:
- Алеш Клинар
- Данило Кокьянчич
- Матиаж Влашич
- Примож Петерца
- Саша Лошич
- Сашо Файон
- Славко Авесник-младший
- Вено Доленц

EMA 1997 состоялся 22 февраля 1997 года в телестудии РТВ Словения в Любляне. Ведущей была Мойка Мавец. Победитель отбора был определён с помощью телеголосования. По результатам голосования телезрители решили, что Таня Рибич с песней Zbudi se будет представлять Словению на Евровидение-1997. Среди конкурентов Рибич были артисты, которые либо уже представляли Словению на Евровидении, либо будут это делать в ближайшем будущем. Так, Дарья Швайгер представляла страну на конкурсе 1995 года, Вили Ресник станет представлять Словению на конкурсе 1998 года, а Тинкара Ковач будет представлять Словению на конкурсе 2014 года.
| Порядок выступления | Исполнитель      | Название песни           | Автор(ы)                                 | Баллы | Место |
| ------------------- | ---------------- | ------------------------ | ---------------------------------------- | ----- | ----- |
| 1                   | Наталия Верботен | Nekdo                    | Матиаж Влашич, Урша Влашич               | 265   | 12    |
| 2                   | Доминик Козарич  | Zaradi nje               | Алеш Клинар, Доминик Козарич             | 650   | 9     |
| 3                   | Таня Рибич       | Zbudi se                 | Саша Лошич, Зоран Предин                 | 4,493 | 1     |
| 4                   | Тинкара Ковач    | Veter z juga             | Данило Кокьянчич, Драго Мислей           | 574   | 10    |
| 5                   | Ирена Врчковник  | Kadar boš ob njej zaspal | Матиаж Влашич, Урша Влашич               | 1,010 | 7     |
| 6                   | Мелита и Клариса | Daljave                  | Вено Доленц, Каэтан Кович                | 512   | 11    |
| 7                   | GROM             | Le en poljub             | Славко Авесник-младший, Мирьям Беранек   | 895   | 8     |
| 8                   | Napoleon         | Prosim ostani            | Алеш Клинар, Аня Рупель                  | 1,794 | 5     |
| 9                   | Катрина          | Korak v dežju            | Примож Петерца, Рок Голоб, Катарина Хабе | 213   | 13    |
| 10                  | Rok 'n' Band     | Jagode in čokolada       | Саша Лошич, Янеш Змазек                  | 2,226 | 3     |
| 11                  | Дарья Швайгер    | Vsakdanji čudež          | Примож Петерца                           | 4,076 | 2     |
| 12                  | Вили Ресник      | Ti in jaz                | Сашо Файон, Вили Ресник                  | 1,521 | 6     |
| 13                  | M4M              | Objemi me nežno          | Славко Авесник-младший, Мирьям Беранек   | 2,047 | 4     |

## На «Евровидении»
В 1997 году Европейский вещательный союз внёс изменения в правила касательно квалификации стран. Согласно новым правилам, к конкурсу допускаются страна-победительница Евровидение-1996 и страны, имевшие высокий средний балл за предыдущие четыре конкурса. Средний балл Словении за предыдущие участия составил 36,33 балла, что позволило допустить их к участию. Перед финалом РТЭ сообщило, что букмекеры поставили Словению на 10-е место из 25. Рибич выступала под номером 6, между Ирландией и Швейцарией. Ей удалось полностью оправдать букмекерские прогнозы, заняв 10-е место и набрав 60 очков. Это был второй раз, когда Словения попадала в десятку лучших. 12 очков словенское жюри присудило России. Россия присудила Словении 10 очков. Дирижёром оркестра во время исполнения словенской заявки был Моймир Сепе.

### Голосование
| Очки      | Страна                           |
| --------- | -------------------------------- |
| 12 баллов |                                  |
| 10 баллов | - Россия - Турция                |
| 8 баллов  |                                  |
| 7 баллов  | - Босния и Герцеговина - Франция |
| 6 баллов  |                                  |
| 5 баллов  | - Мальта                         |
| 4 балла   | - Португалия - Эстония           |
| 3 балла   | - Греция - Исландия - Хорватия   |
| 2 балла   | - Кипр - Польша                  |
| 1 балл    |                                  |

| Очки      | Страна         |
| --------- | -------------- |
| 12 баллов | Россия         |
| 10 баллов | Италия         |
| 8 баллов  | Великобритания |
| 7 баллов  | Польша         |
| 6 баллов  | Швеция         |
| 5 баллов  | Испания        |
| 4 балла   | Кипр           |
| 3 балла   | Эстония        |
| 2 балла   | Франция        |
| 1 балл    | Ирландия       |